# Roger Dewasch
Roger Jean Dewasch (Tourcoing, 7 ottobre 1920 – Tourcoing, 24 aprile 1989) è stato un pallanuotista francese.
Ha rappresentato la Francia alle Olimpiadi estive di Londra 1948.